# Phnom Sruoch
Huyện Phnom Sruoch (tiếng Khmer: ស្រុកភ្នំស្រួច) là một huyện nằm ở tỉnh Kampong Speu miền trung Campuchia.
Huyện Phnom Sruoch được chia thành 12 xã (khum)
| Mã địa lý | Tên                |  |
| --------- | ------------------ |  |
| 050601    | Xã Chambak         |  |
| 050602    | Xã Choam Sangkae   |  |
| 050603    | Xã Dambouk Rung    |  |
| 050604    | Xã Kiri Voan       |  |
| 050605    | Xã Krang Dei Vay   |  |
| 050606    | Xã Moha Sang       |  |
| 050607    | Xã Ou              |  |
| 050608    | Xã Prey Rumduol    |  |
| 050609    | Xã Prey Kmeng      |  |
| 050610    | Xã Tang Samraong   |  |
| 050611    | Xã Tang Sya        |  |
| 050613    | Xã Traeng Trayueng |  |